# 欽ちゃん&香取慎吾の全日本仮装大賞の作品一覧
欽ちゃん&香取慎吾の全日本仮装大賞の作品一覧は、日本テレビ系列で現在年1回放送されている『欽ちゃん&香取慎吾の全日本仮装大賞』の作品一覧である。
第100回と第101回の間に開催された、グランドチャンピオン大会in万博については、91回 - 100回のページに記載。

## 数値
- 応募総数 - 第82回まで合計491713組
- 本選出場 - 第100回まで合計4171組[1]（スペシャル仮装として披露された11組を含む）
- 本選出場率 - 約0.7%

## 仮装大賞の作品
- 欽ちゃんの仮装大賞の作品一覧 (01回-10回)
- 欽ちゃんの仮装大賞の作品一覧 (11回-20回)
- 欽ちゃんの仮装大賞の作品一覧 (21回-30回)
- 欽ちゃんの仮装大賞の作品一覧 (31回-40回)
- 欽ちゃんの仮装大賞の作品一覧 (41回-50回)
- 欽ちゃんの仮装大賞の作品一覧 (51回-60回)
- 欽ちゃんの仮装大賞の作品一覧 (61回-70回)
- 欽ちゃん&香取慎吾の全日本仮装大賞の作品一覧 (71回 - 80回)
- 欽ちゃん&香取慎吾の全日本仮装大賞の作品一覧 (81回 - 90回)
- 欽ちゃん&香取慎吾の全日本仮装大賞の作品一覧 (91回 - 100回)
- 欽ちゃん&香取慎吾の全日本仮装大賞の作品一覧 (101回 - 110回)